# Afrika-Cup 2010/Gruppe D
| Pl. | Land     | Sp. | S | U | N | Tore    | Diff. | Punkte |
| --- | -------- | --- | - | - | - | ------- | ----- | ------ |
| 1.  | Sambia   | 3   | 1 | 1 | 1 | 005:500 | ±0    | 04     |
| 2.  | Kamerun  | 3   | 1 | 1 | 1 | 005:500 | ±0    | 04     |
| 3.  | Gabun    | 3   | 1 | 1 | 1 | 002:200 | ±0    | 04     |
| 4.  | Tunesien | 3   | 0 | 3 | 0 | 003:300 | ±0    | 03     |

Spiele der Gruppe D beim Afrika-Cup 2010:

## Kamerun – Gabun 0:1 (0:1)
| Kamerun                                                                 | Kamerun | Gabun | Gabun | Aufstellung                     |
| ----------------------------------------------------------------------- | --- | --- | ----- | ------------------------------- |
| Kamerun                                                                 | \| 1. Spieltag \| \| 13. Januar 2010 um 17:00 Uhr in Lubango (Estádio Nacional da Tundavala) \| \| Zuschauer: 15.000 \| \| Schiedsrichter: Daniel Bennett ( Südafrika) \|                                                                                           | \| 1. Spieltag \| \| 13. Januar 2010 um 17:00 Uhr in Lubango (Estádio Nacional da Tundavala) \| \| Zuschauer: 15.000 \| \| Schiedsrichter: Daniel Bennett ( Südafrika) \| | Gabun | Aufstellung Kamerun gegen Gabun |
| Kamerun                                                                 | Idriss Carlos Kameni – Geremi Njitap, Nicolas N’Koulou, Rigobert Song, Henri Bedimo (76. Eyong Enoh) – Alexandre Song, Landry N’Guémo (46. Somen Tchoyi), Jean Makoun – Pierre Webó (64. Mohamadou Idrissou), Achille Emana, Samuel Eto’o Cheftrainer: Paul Le Guen | Didier Ovono – Rodrigue Moundounga, Bruno Ecuélé Manga, Moïse Brou, Georges Ambourouet – Paul Kessany, Cédric Moubamba, Bruno Mbanangoye Zita (65. Alain Djissikadié), Stéphane N’Guéma – Daniel Cousin, Roguy Méyé (78. Pierre-Emerick Aubameyang) Cheftrainer: Alain Giresse | Gabun | Aufstellung Kamerun gegen Gabun |
| Kamerun                                                                 | 0:1 Daniel Cousin (17.) | | Gabun | Aufstellung Kamerun gegen Gabun |
| Kamerun                                                                 | Stéphane N'Guéma (68.), Roguy Méyé (78.) | | Gabun | Aufstellung Kamerun gegen Gabun |
| 1. Spieltag                                                             | | |       |                                 |
| 13. Januar 2010 um 17:00 Uhr in Lubango (Estádio Nacional da Tundavala) | | |       |                                 |
| Zuschauer: 15.000                                                       | | |       |                                 |
| Schiedsrichter: Daniel Bennett ( Südafrika)                             | | |       |                                 |

## Sambia – Tunesien 1:1 (1:1)
| Sambia                                                                  | Sambia | Tunesien | Tunesien | Aufstellung                       |
| ----------------------------------------------------------------------- | --- | --- | -------- | --------------------------------- |
| Sambia                                                                  | \| 1. Spieltag \| \| 13. Januar 2010 um 19:30 Uhr in Lubango (Estádio Nacional da Tundavala) \| \| Zuschauer: 17.000 \| \| Schiedsrichter: Koman Coulibaly ( Mali) \|                                                             | \| 1. Spieltag \| \| 13. Januar 2010 um 19:30 Uhr in Lubango (Estádio Nacional da Tundavala) \| \| Zuschauer: 17.000 \| \| Schiedsrichter: Koman Coulibaly ( Mali) \| | Tunesien | Aufstellung Sambia gegen Tunesien |
| Sambia                                                                  | Kennedy Mweene – Joseph Musonda, Stophira Sunzu, Kampamba Chintu, Emmanuel Mbola – Thomas Nyirenda, Felix Katongo, Chris Katongo, Rainford Kalaba – James Chamanga (84. Emmanuel Mayuka), Jacob Mulenga Cheftrainer: Hervé Renard | Aymen Mathlouthi – Khaled Souissi, Karim Haggui, Ammar Jemal, Yassin Mikari – Khaled Korbi, Hocine Ragued, Zouheir Dhaouadi, Oussama Darragi (63. Issam Jemâa) – Youssef Msakni (90.+2’ Mohamed Ali Nafkha), Amine Chermiti (81. Chaouki Ben Saada) Cheftrainer: Faouzi Benzarti | Tunesien | Aufstellung Sambia gegen Tunesien |
| Sambia                                                                  | 1:0 Jacob Mulenga (19.) | 1:1 Zouheir Dhaouadi (40.) | Tunesien | Aufstellung Sambia gegen Tunesien |
| Sambia                                                                  | Karim Haggui (74.), Khaled Korbi (90.) | | Tunesien | Aufstellung Sambia gegen Tunesien |
| 1. Spieltag                                                             | | |          |                                   |
| 13. Januar 2010 um 19:30 Uhr in Lubango (Estádio Nacional da Tundavala) | | |          |                                   |
| Zuschauer: 17.000                                                       | | |          |                                   |
| Schiedsrichter: Koman Coulibaly ( Mali)                                 | | |          |                                   |

## Gabun – Tunesien 0:0
| Gabun                                                                   | Gabun | Tunesien | Tunesien | Aufstellung                      |
| ----------------------------------------------------------------------- | --- | --- | -------- | -------------------------------- |
| Gabun                                                                   | \| 2. Spieltag \| \| 17. Januar 2010 um 17:00 Uhr in Lubango (Estádio Nacional da Tundavala) \| \| Zuschauer: 16.000 \| \| Schiedsrichter: Coffi Codjia ( Benin) \| | \| 2. Spieltag \| \| 17. Januar 2010 um 17:00 Uhr in Lubango (Estádio Nacional da Tundavala) \| \| Zuschauer: 16.000 \| \| Schiedsrichter: Coffi Codjia ( Benin) \| | Tunesien | Aufstellung Gabun gegen Tunesien |
| Gabun                                                                   | Didier Ovono – Rodrigue Moundounga, Bruno Ecuélé Manga, Moïse Brou, Georges Ambourouet – Bruno Mbanangoye Zita, Paul Kessany, Stéphane N’Guéma (66. Alain Djissikadié), Eric Mouloungui (79. Roguy Méyé) – Daniel Cousin, Pierre-Emerick Aubameyang Cheftrainer: Alain Giresse | Aymen Mathlouthi – Souheïl Ben Radhia, Karim Haggui, Ammar Jemal, Yassin Mikari – Khaled Korbi, Hocine Ragued, Zouheir Dhaouadi (87. Mohamed Ali Nafkha), Youssef Msakni (63. Chaouki Ben Saada) – Issam Jemâa, Amine Chermiti (70. Ahmed Akaichi) Cheftrainer: Faouzi Benzarti | Tunesien | Aufstellung Gabun gegen Tunesien |
| Gabun                                                                   | Rodrigue Moundounga (8.), Paul Kessany (53.), Pierre-Emerick Aubameyang (90.+1’) | Zouheir Dhaouadi (18.), Souheïl Ben Radhia (35.) | Tunesien | Aufstellung Gabun gegen Tunesien |
| 2. Spieltag                                                             | | |          |                                  |
| 17. Januar 2010 um 17:00 Uhr in Lubango (Estádio Nacional da Tundavala) | | |          |                                  |
| Zuschauer: 16.000                                                       | | |          |                                  |
| Schiedsrichter: Coffi Codjia ( Benin)                                   | | |          |                                  |

## Kamerun – Sambia 3:2 (0:1)
| Kamerun                                                                 | Kamerun | Sambia | Sambia | Aufstellung                      |
| ----------------------------------------------------------------------- | --- | --- | ------ | -------------------------------- |
| Kamerun                                                                 | \| 2. Spieltag \| \| 17. Januar 2010 um 19:30 Uhr in Lubango (Estádio Nacional da Tundavala) \| \| Zuschauer: 15.000 \| \| Schiedsrichter: Khalil Ibrahim al-Ghamdi ( Saudi-Arabien) \|                                                                                   | \| 2. Spieltag \| \| 17. Januar 2010 um 19:30 Uhr in Lubango (Estádio Nacional da Tundavala) \| \| Zuschauer: 15.000 \| \| Schiedsrichter: Khalil Ibrahim al-Ghamdi ( Saudi-Arabien) \|                                                                                    | Sambia | Aufstellung Kamerun gegen Sambia |
| Kamerun                                                                 | Idriss Carlos Kameni – Geremi Njitap, Nicolas N’Koulou, Rigobert Song, Henri Bedimo (46. Gilles Binya) – Alexandre Song, Stéphane Mbia (46. Mohamadou Idrissou), Jean Makoun – Achille Emana (76. Aurélien Chedjou), Somen Tchoyi, Samuel Eto’o Cheftrainer: Paul Le Guen | Kennedy Mweene – Joseph Musonda (77. Emmanuel Mayuka), Stophira Sunzu, Kampamba Chintu, Emmanuel Mbola – Thomas Nyirenda, Felix Katongo (62. Isaac Chansa), Chris Katongo, Rainford Kalaba (53. Francis Kasonde) – Jacob Mulenga, James Chamanga Cheftrainer: Hervé Renard | Sambia | Aufstellung Kamerun gegen Sambia |
| Kamerun                                                                 | 1:1 Geremi Njitap (68.) 2:1 Samuel Eto’o (72.) 3:2 Mohamadou Idrissou (86.) | 0:1 Jacob Mulenga (8.) 2:2 Chris Katongo (82., Foulelfmeter) | Sambia | Aufstellung Kamerun gegen Sambia |
| Kamerun                                                                 | Stéphane Mbia (15.), Jean Makoun (75.), Idriss Carlos Kameni (80.) | Rainford Kalaba (34.) | Sambia | Aufstellung Kamerun gegen Sambia |
| 2. Spieltag                                                             | | |        |                                  |
| 17. Januar 2010 um 19:30 Uhr in Lubango (Estádio Nacional da Tundavala) | | |        |                                  |
| Zuschauer: 15.000                                                       | | |        |                                  |
| Schiedsrichter: Khalil Ibrahim al-Ghamdi ( Saudi-Arabien)               | | |        |                                  |

## Gabun – Sambia 1:2 (0:1)
| Gabun                                                                 | Gabun | Sambia | Sambia |
| --------------------------------------------------------------------- | --- | --- | ------ |
| Gabun                                                                 | \| 3. Spieltag \| \| 21. Januar 2010 um 17:00 Uhr in Benguela (Estádio Nacional de Ombaka) \| \| Zuschauer: 5.000 \| \| Schiedsrichter: Mohamed Benouza ( Algerien) \| | \| 3. Spieltag \| \| 21. Januar 2010 um 17:00 Uhr in Benguela (Estádio Nacional de Ombaka) \| \| Zuschauer: 5.000 \| \| Schiedsrichter: Mohamed Benouza ( Algerien) \|                                                                                                   | Sambia |
| Gabun                                                                 | Didier Ovono – Rodrigue Moundounga, Moïse Brou, Bruno Ecuélé Manga, Georges Ambourouet – Paul Kessany, Bruno Mbanangoye Zita, Alain Djissikadié (78. Fabrice Do Marcolino), Eric Mouloungui – Roguy Méyé (61. Pierre-Emerick Aubameyang), Daniel Cousin Cheftrainer: Alain Giresse | Kennedy Mweene – Joseph Musonda, Stophira Sunzu, Kampamba Chintu, Emmanuel Mbola – Thomas Nyirenda, Felix Katongo (85. Hijani Himoonde), Chris Katongo, Rainford Kalaba (64. William Njovu) – James Chamanga, Jacob Mulenga (79. Noah Chivuta) Cheftrainer: Hervé Renard | Sambia |
| Gabun                                                                 | 1:2 Fabrice Do Marcolino (83.) | 0:1 Rainford Kalaba (27.) 0:2 James Chamanga (62.) | Sambia |
| Gabun                                                                 | Daniel Cousin (27.), Rodrigue Moundounga (56.) | Kampamba Chintu (10.), Rainford Kalaba (17.), Felix Katongo (66.), Joseph Musonda (69.) | Sambia |
| 3. Spieltag                                                           | | |        |
| 21. Januar 2010 um 17:00 Uhr in Benguela (Estádio Nacional de Ombaka) | | |        |
| Zuschauer: 5.000                                                      | | |        |
| Schiedsrichter: Mohamed Benouza ( Algerien)                           | | |        |

## Kamerun – Tunesien 2:2 (0:1)
| Kamerun                                                                 | Kamerun | Tunesien | Tunesien |
| ----------------------------------------------------------------------- | --- | --- | -------- |
| Kamerun                                                                 | \| 3. Spieltag \| \| 21. Januar 2010 um 17:00 Uhr in Lubango (Estádio Nacional da Tundavala) \| \| Zuschauer: 19.000 \| \| Schiedsrichter: Desiré Doué Normandiez ( Elfenbeinküste ) \|                                                                                  | \| 3. Spieltag \| \| 21. Januar 2010 um 17:00 Uhr in Lubango (Estádio Nacional da Tundavala) \| \| Zuschauer: 19.000 \| \| Schiedsrichter: Desiré Doué Normandiez ( Elfenbeinküste ) \|                                                                                     | Tunesien |
| Kamerun                                                                 | Idriss Carlos Kameni – Georges Mandjeck, Nicolas N’Koulou, Aurélien Chedjou, Gilles Binya (69. Rigobert Song) – Alexandre Song, Jean Makoun (46. Pierre Webó), Eyong Enoh – Landry N’Guémo (90. André Bikey), Samuel Eto’o, Mohamadou Idrissou Cheftrainer: Paul Le Guen | Aymen Mathlouthi – Khaled Souissi, Karim Haggui, Ammar Jemal, Yassin Mikari – Khaled Korbi, Hocine Ragued (84. Haytham Mrabet), Mohamed Ali Nafkha (52. Chaouki Ben Saada), Issam Jemâa – Zouheir Dhaouadi, Amine Chermiti (81. Ahmed Akaichi) Cheftrainer: Faouzi Benzarti | Tunesien |
| Kamerun                                                                 | 1:1 Samuel Eto’o (47.) 2:2 Landry N’Guémo (64.) | 0:1 Amine Chermiti (1.) 1:2 Aurélien Chedjou (63., Eigentor) | Tunesien |
| Kamerun                                                                 | Gilles Binya (54.), Samuel Eto’o (68.) | Issam Jemâa (7.), Mohamed Ali Nafkha (29.), Aymen Mathlouthi (30.), Khaled Korbi (62.) | Tunesien |
| Kamerun                                                                 | Ammar Jemal (88.) | | Tunesien |
| 3. Spieltag                                                             | | |          |
| 21. Januar 2010 um 17:00 Uhr in Lubango (Estádio Nacional da Tundavala) | | |          |
| Zuschauer: 19.000                                                       | | |          |
| Schiedsrichter: Desiré Doué Normandiez ( Elfenbeinküste )               | | |          |